# زبتشنیک
زبتشنیک (به لاتین: Zbečník) یک منطقهٔ مسکونی در جمهوری چک است که در هرونوو واقع شده‌است. زبتشنیک ۱٬۰۲۹ نفر جمعیت دارد.